# بات موس
بات موس (بالإنجليزية: Pat Moss)‏ هي سائقة رالي بريطانية، ولدت في 27 ديسمبر 1934 في Thames Ditton ‏ في المملكة المتحدة، وتوفيت في 14 أكتوبر 2008 في Tring ‏ في المملكة المتحدة بسبب سرطان.